# Verivery (banda)
Verivery (en hangul, 베리베리), también conocido como VRVR, es una boy band surcoreana de K-pop formada por Jellyfish Entertainment en 2018. El grupo está compuesto por siete integrantes: Dongheon, Minchan, Hoyoung, Gyehyeon, Yongseung, Yeonho y Kangmin. Verivery debutó el 9 de enero de 2019 con Veri-Us. El nombre oficial de su fanclub es "VERRER".

## Historia

### 2018: Predebut
El 23 de agosto se reportó que Jellyfish Entertainment debutará un grupo masculino a finales de año, luego se confirmó que debutarían con el nombre VERIVERY. Su nombre proviene del latín “VERI” que significa “verdad” y la palabra en inglés “VERY” que significa "mucho". Las letras “VERI” también es un acrónimo de “Varios”, “Enérgico”, “Real” e “Innovación”. La combinación de los dos viene al significado “sinceramente real”, y que el grupo mostrará lados diversos así como innovación verdadera y enérgica.
Antes del debut, el 2 de septiembre, Mnet reveló que VERIVERY lanzará su propio reality show llamado Now Verivery: Real Road Movie. El 19 de septiembre lanzaron un teaser sorpresa del OST de su reality show titulado Super Special y la lanzaron completa el 21 de septiembre junto con la emisión del reality show.

### 2019–presente: Debut con su Primer Mini ÁlbumVERI-US
El 20 de diciembre de 2018 salieron a la luz los primeros 4 teaser del debut por las plataformas de Twitter, Instagram y Facebook. Ningún teaser tenía sonido ni se podía ver algún rostro de los integrantes, únicamente revelaban la fecha del debut y las manos de los integrantes causando controversia y debate de quién era quién. El día 3 de enero de 2019 fueron sacados los teaser individuales de Dongheon y Hoyoung. El 4 de enero se reveló los teaser de Gyeheon y Minchan, el 5 de enero de Yongseung y Yeonho, y finalmente, el 6 de enero el del maknae Kangmin.
El grupo debutó oficialmente el 9 de enero con su miniálbum VERI-US y con el video musical de Ring, Ring, Ring, la canción principal del álbum. El 7 de abril un teaser fue revelado anunciando que VERIVERY lanzaría su segundo miniálbum VERI-ABLE el cual se lanzó el 24 de abril junto al video musical From Now canción principal de dicho álbum. El 31 de julio el grupo lanzó su primer álbum de sencillos, VERI-CHILL con Tag Tag Tag como canción principal.
El 7 de enero de 2020, Verivery regresará con su tercer miniálbum Face Me junto con el video musical de su canción principal Lay Back.
El 1 de julio de 2020, Verivery lanzó su cuarto juego extendido Face You y su sencillo principal "Thunder". 
El 13 de octubre de 2020, Verivery lanzará su quinto juego extendido Face Us  y su sencillo principal "GBTB".

## Integrantes
| Nombre artístico | Nombre artístico | Nombre de nacimiento | Nombre de nacimiento | Fecha de nacimiento                | Lugar de nacimiento                                         | Posición                                    |
| Romanización     | Hangul           | Romanización         | Hangul               | Fecha de nacimiento                | Lugar de nacimiento                                         | Posición                                    |
| ---------------- | ---------------- | -------------------- | -------------------- | ---------------------------------- | ----------------------------------------------------------- | ------------------------------------------- |
| Dongheon         | 동헌             | Lee Dong-Heon        | 이동헌               | 4 de agosto de 1995 (29 años)      | Andong, Provincia de Gyeongsang del Norte, Corea del Sur    | Líder, rapero, compositor y bailarín        |
| Hoyoung          | 호영             | Bae Ho-Young         | 배호영               | 10 de agosto de 1998 (26 años)     | Cheongju, Provincia de Chungcheong del Norte, Corea del Sur | Rapero, compositor y bailarín               |
| Minchan          | 민찬             | Hong Min-Chan        | 홍민찬               | 16 de septiembre de 1998 (26 años) | Cheonan, Provincia de Chungcheong del Sur, Corea del Sur    | Vocalista, cocompositor, editor y bailarín  |
| Gyehyeon         | 계현             | Jo Gye-Hyeon         | 조계현               | 14 de mayo de 1999 (25 años)       | Bucheon, Provincia de Gyeonggi, Corea del Sur               | Vocalista, compositor y bailarín            |
| Yeonho           | 연호             | Ju Yeon-Ho           | 주연호               | 31 de mayo de 2000 (24 años)       | Goyang, Provincia de Gyeonggi, Corea del Sur                | Vocalista, cocompositor y bailarín          |
| Yongseung        | 용승             | Kim Yong-Seung       | 김용승               | 17 de junio de 2000 (24 años)      | Pohang, Provincia de Gyeongsang del Norte, Corea del Sur    | Vocalista y bailarín                        |
| Kangmin          | 강민             | Yu Kang-Min          | 유강민               | 25 de enero de 2003 (22 años)      | Busan, Corea del Sur                                        | Vocalista, Rapero,Bailarín, Visual y Maknae |